# 恋も2度目なら
『恋も2度目なら』（こいも2どめなら）は、1995年1月11日から3月15日まで日本テレビ系列「水曜ドラマ」枠で放送された日本のテレビドラマ。主演は明石家さんま。

## 概要
企画当初は『バツイチの達人』という仮タイトルだったが、後に『恋も2度目なら』の方がタイトルとして正式採用された。また、仮タイトルだった「バツイチの達人」は第1話のサブタイトルに流用されている。
1995年にバップからVHSで、『恋も2度目なら』全4巻、および、『恋も2度目ならスペシャル』が発売されているが、2023年7月現在、DVD化やBD化は発売されていない。
1995年10月11日にスペシャル（最終話後日談）が放送された。

## あらすじ
コンビニエンスストアの本部課長・三上耕介は大阪に単身赴任中、京美人の小町という愛人を作ってしまう。そして東京帰任後、その事実が妻にばれ離婚する羽目に…。

## キャスト
- 三上耕介：明石家さんま
コンビニ（ローソン）[1]の本部課長で大阪に単身赴任をしていたが、本社（東京）に戻る。
- 岡崎麻由美：葉月里緒菜
新三郎と交際中の女子大生。もめながらも段々と耕介にひかれていく。比較的、裕福な家で育っているが、幼少期に両親が泥仕合の末に離婚。母が家を出たのち、父が再婚した事がトラウマとなっている様子。
- 鷺ノ宮小町：羽野晶紀
京美人。耕介が大阪に赴任中に作った愛人で、東京まで追いかけてくる。
- 下村真：松岡俊介
麻由美の元カレ。麻由美に付きまとい、嫌がらせ紛いの行為をした事もある。
- 山田太郎：渡辺いっけい
江利子のお見合い相手で、鷺ノ宮小町と結婚をする。
- 岡崎加奈子：中山エミリ
麻由美の異母妹。ややきつめの性格で、家に寄りつかない麻由美に対して、「お母さんの気持ちも考えて欲しい」と反論した事がある。
- 三上由香：村嶋亜矢香
耕介の娘で小学生。耕介と一緒に暮した事がない。
- 土屋ハルミ：山村美智子
紀子の友人で、新三郎とは同級生。
- 深町江利子：川上麻衣子
耕介、新三郎の会社のOL。新三郎と付き合っている。
- 小林久代：佐々木すみ江
紀子の母。
- 三上紀子：浅田美代子
耕介の妻で、新三郎と同級生。
- 小野新三郎：佐藤浩市
耕介の年下の上司。

ゲスト
恋も2度目ならスペシャル（1995年10月11日放送）
- 高村亜佐子：水野真紀
海外の現地駐在員。

## スタッフ
- 脚本：輿水泰弘（全話）
- 演出：水田伸生、森一弘
- プロデュース：神蔵克、赤羽根敏男
- 音楽：岩代太郎
- 主題歌：森高千里「二人は恋人」
- 挿入歌：ウェンディ・モートン「CHANGE OF HEART」
- 協力：THE WORKS
- 製作著作：日本テレビ

## 放送日程
連続ドラマ
| 話数                                                       | 放送日        | サブタイトル                                         | 演出     | 視聴率 |
| ---------------------------------------------------------- | ------------- | ---------------------------------------------------- | -------- | ------ |
| 1                                                          | 1995年1月11日 | バツイチの達人                                       | 水田伸生 |        |
| 2                                                          | 1月18日       | 真赤な嘘                                             | 水田伸生 |        |
| 3                                                          | 1月25日       | 唇奪われてしもた                                     | 森一弘   |        |
| 4                                                          | 2月01日       | 娘が…死にそうや                                      | 森一弘   |        |
| 5                                                          | 2月08日       | 妻vs愛人!悪夢や                                      | 水田伸生 |        |
| 6                                                          | 2月15日       | さいなら…嫁はん                                      | 水田伸生 |        |
| 7                                                          | 2月22日       | 抱いて…泣きたい                                      | 森一弘   |        |
| 8                                                          | 3月01日       | 今夜は離さない!                                      | 水田伸生 |        |
| 9                                                          | 3月08日       | 口づけ…ホンマか                                      | 森一弘   |        |
| 10                                                         | 3月15日       | 最終回スペシャル 涙枯れるまで…お前とこれでサイナラや | 水田伸生 | 23.2%  |
| 平均視聴率 18.9%（視聴率は関東地区・ビデオリサーチ社調べ） |               |                                                      |          |        |

スペシャル
| 放送日         | 演出     | サブタイトル                                                               |
| -------------- | -------- | -------------------------------------------------------------------------- |
| 1995年10月11日 | 水田伸生 | あのバツイチコンビ復活! 美女ある所トラブルあり!懲りずに浮気…今度は戦争や!! |

## 受賞歴
- 第4回ザテレビジョンドラマアカデミー賞[2]
  - キャスティング賞